# Gweru
Gweru (früher Gwelo, auch isiNdebele: iKwelo), ist eine Stadt in der Provinz Midlands von Simbabwe. In ihr befindet sich der Verwaltungssitz der Provinz. Sie liegt fast in der geographischen Mitte von Simbabwe am Great Dyke auf einer Höhe von etwa 1420 Meter über dem Meeresspiegel. Zusammen mit ihrem Umland stellt sie einen der Urbanen Distrikte Simbabwes mit 161.294 Einwohnern (2022) und einer Fläche von gut 164 km².

## Geschichte
Gweru wurde 1890 als Poststation zwischen Bulawayo und dem damaligen Salisbury, dem heutigen Harare, gegründet. Die Siedlung entstand auf Initiative von Leander Starr Jameson im Jahre 1894. 1902 erhielt die Stadt einen Eisenbahnanschluss, 1914 den Status einer eigenständigen Gemeinde und 1971 das Stadtrecht. Die Namensänderung von Gwelo zu Gweru erfolgte 1982.

## Wirtschaft
Gweru ist die sechstgrößte Stadt in Simbabwe, sein Im- und Export-Zentrum, ein industrielles Zentrum für Schuhproduktion (Bata), Chrom-Legierungen (Zimbabwe Alloy), Metallverarbeitung und der Herstellung von Zement. Da das Umland zu den besten Rinderzuchtgebieten des Landes zählt, gibt es einen Schlachthof und Gerbereien für die Häute, die in der Schuhindustrie verarbeitet werden. Des Weiteren finden sich im Umland ausgedehnte Weinanbaugebiete.
Östlich von Gweru am Great Dyke liegen Bergwerke, in denen Platin, Chrom- und Magnesiumerze sowie andere mineralische Rohstoffe gefördert werden.
Es gab von 1980 bis 1989 eine Kfz-Produktion in Gweru namens Tarantula.

## Infrastruktur
Die Stadt liegt an den Eisenbahnstrecken Bulawayo-Harare, nach Maputo und Masvingo. Der Abschnitt Gweru-Harare wurde 1983 elektrifiziert. National Railways of Zimbabwe betreibt in Gweru eines der größten Bahnbetriebswerke des Landes (siehe auch: Schienenverkehr in Simbabwe). Es gibt einen Militärflughafen, der zuvor für Inlandsflüge genutzt wurde. Die Fernstraßen A17 und A18 treffen hier auf die A5.
Gweru beherbergt eine Reihe von Ausbildungseinrichtungen, das Polytechnikum, die Midlands State University und das Mkoba Teachers College. Es verfügt über 20 Grundschulen und 13 weiterführende Schulen. Die medizinische Versorgung wird über 7 Krankenhäuser, 2 davon privat, und 29 Ambulanzen, wovon 19 privat sind, gesichert.
In Gwreu ist die zentrale Ausbildungsstätte des simbabwischen Militärs, die Zimbabwe Military Academy (ZMA) ansässig. Im Jahre 2017 wurde Arnold Gumbo Leiter dieser Ausbildungseinrichtung. Er folgte seinem Amtsvorgänger Stephen Gwekwerere. In Gweru befindet sich auch das Militärmuseum von Simbabwe.
Die Stadt verfügt über 1066 km Straße, wovon 426 asphaltiert und 300 beleuchtet sind. Es gibt zwei Trinkwasseraufbereitungsanlage mit einer Kapazität von 70.000 m³/Tag, drei Druckerhöhungsanlagen, zwei Abwasserbehandlungsanlage mit einer Kapazität von 30.000 m³/Tag und sechs Abwasserpumpstationen.
Der Urbane Distrikt ist in 18 Wards aufgeteilt.

## Einwohnerentwicklung
Die folgende Übersicht zeigt die Einwohnerzahlen nach dem jeweiligen Gebietsstand seit der Volkszählung 1982.
| Jahr | Einwohner |
| ---- | --------- |
| 1982 | 78.918    |
| 1992 | 128.037   |
| 2002 | 140.806   |
| 2012 | 154.825   |
| 2022 | 161.294   |

## Städtepartnerschaften
- Vereinigte Staaten, Birmingham
- Namibia, Tsumeb
- Malawi, Blantyre

## Sehenswürdigkeiten
Der Boggie Clock Tower wurde 1928 in zentraler Lage zu Ehren von Major William James Boggie errichtet.

## Söhne und Töchter
- Shimmer Chinodya (* 1957), Schriftsteller
- Rudolf Nyandoro (* 1968), römisch-katholischer Geistlicher, Bischof von Gokwe
- Alan C. Kemp (* 1944), Ornithologe
- Mary Bloom, Texterin der offiziellen Nationalhymne Rhodesiens (1974 bis 1979)